# Cattedrale di Białystok
La cattedrale dell'Assunta è la cattedrale cattolica metropolitana della città di Białystok, in Polonia.

## Storia

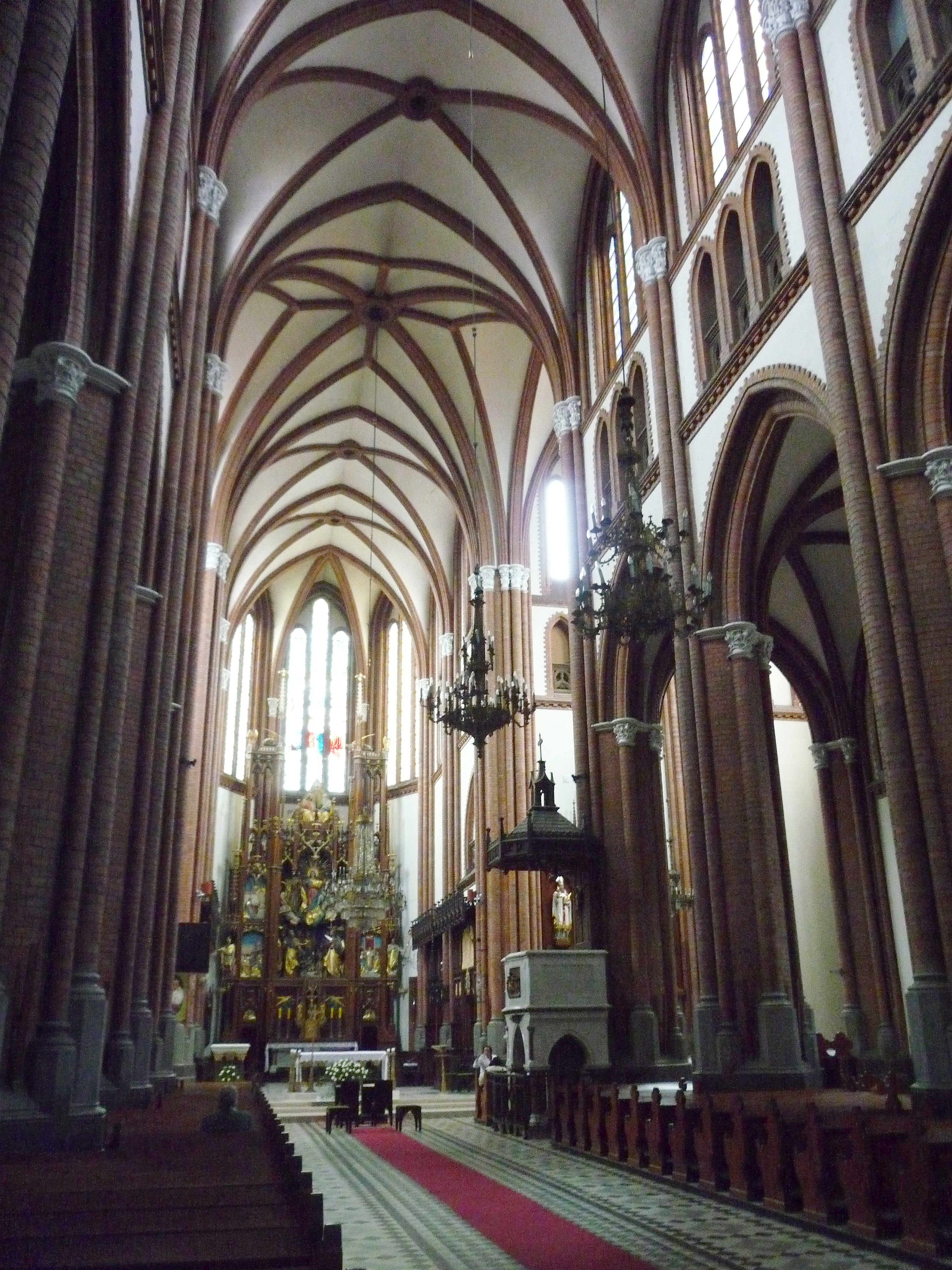
Veduta dell'interno